# Kigamboni (Distrikt)
Kigamboni ist ein Distrikt der Region Daressalam in Tansania. Der Distrikt grenzt im Norden und im Osten an den Indischen Ozean, im Süden und im Südwesten an die Region Pwani und im Nordwesten an die Distrikte Temeke und Ilala.

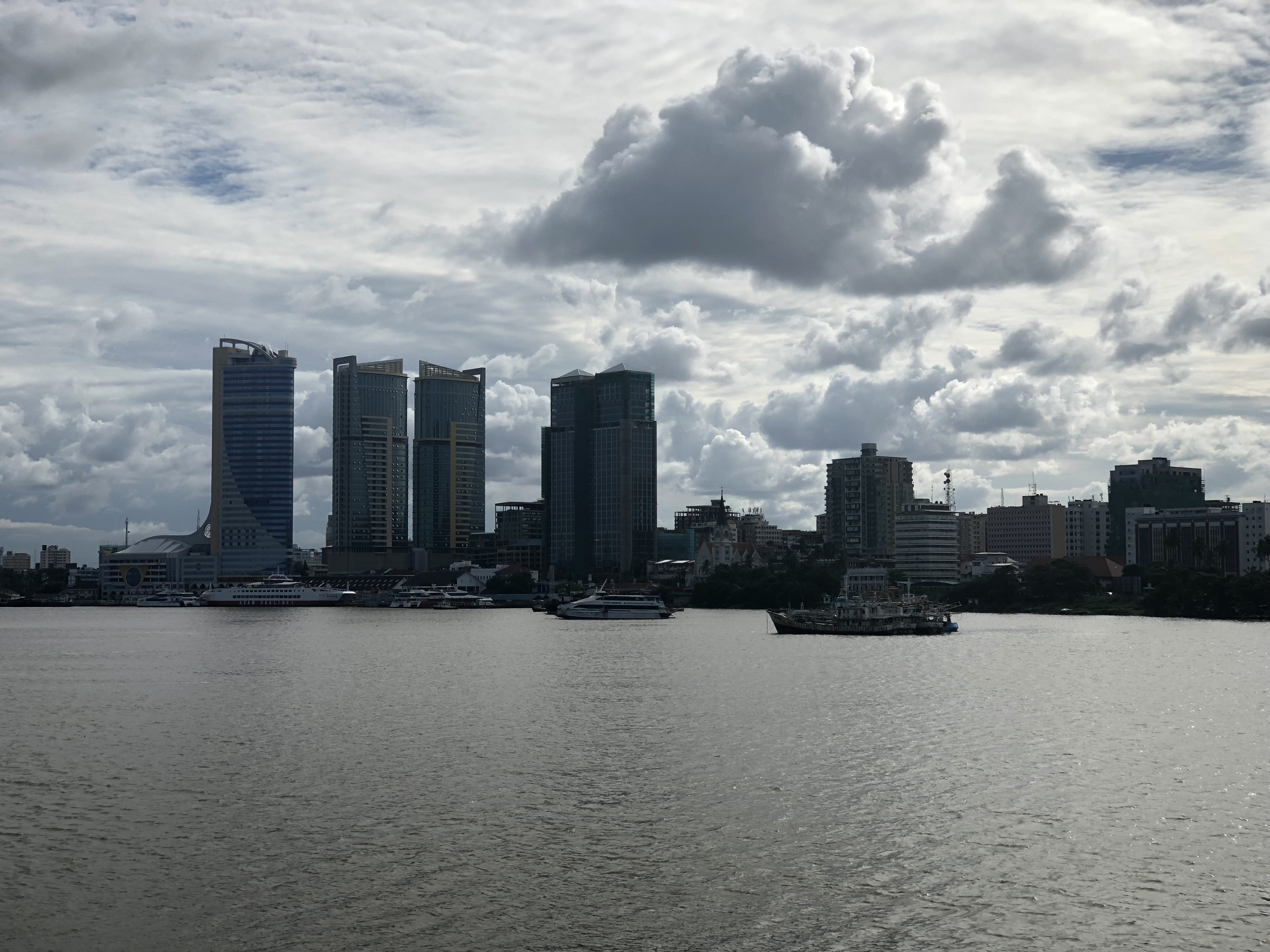
Stadtansicht von Kigamboni.

## Geographie
Kigamboni hat eine Fläche von 578 Quadratkilometer und 317.902 Einwohner (Volkszählung 2022). Die Küste am Indischen Ozean hat eine Länge von 65 Kilometer. Von dieser steigt das Land sanft hügelig an, die höchsten Erhebungen erreichen rund hundert Meter Seehöhe. Es gibt zwei Regenzeiten, in denen es jährlich rund 850 Millimeter regnet. Starke Niederschläge fallen von Mitte Februar bis Mai, leichte Regen von Oktober bis Januar. Von Juni bis September ist es trocken. Die Temperatur liegt bei 26 Grad Celsius im Jahresschnitt, sie  schwankt zwischen 18 Grad Celsius im Juli und 32 Grad Celsius im Februar.

## Geschichte
Der Distrikt Kigamboni entstand im Jahr 2015 durch Teilung des Distriktes Temeke.

## Verwaltungsgliederung
Kigamboni besteht aus den drei Divisionen Kigamboni, Somangila und Pembamnazi sowie aus 9 Bezirken (Wards):
- Kibada
- Kigamboni
- Vijibweni
- Tungi
- Kisarawe2
- Pemba Mnazi
- Kimbiji
- Somangila
- Mjimwema

## Bevölkerung
Die größten ethnischen Gruppen im Distrikt sind die zu den Bantu zählenden Ethnien der Zaramo und Ndengereko. Die wichtigste Religion ist der Islam, zu dem sich fast zwei Drittel der Bevölkerung bekennen, etwa ein Drittel sind Christen.

## Einrichtungen und Dienstleistungen
- Bildung: Im Distrikt befinden sich 43 Grundschulen, wovon 32 öffentlich und 11 privat sind. In den staatlichen Schulen werden rund 29.000 Schüler von 590 Lehrern unterrichtet. Das bedeutet, dass auf einen Lehrer fünfzig Schüler kommen.[9] Von den 21 weiterführenden Schulen sind 14 öffentlich und sieben privat. Im Jahr 2017 besuchten rund 3000 Schüler die öffentlichen weiterführenden Schulen.[10]
- Gesundheit: Die medizinische Versorgung der Bevölkerung beruht auf Krankenhäusern, Gesundheitszentren und Apotheken. Im Distrikt befinden sich ein staatliches Krankenhaus, drei staatliche und ein privates Gesundheitszentrum und 34 Apotheken, jeweils etwa zur Hälfte privat und staatlich betrieben.[11] Im Jahr 2017 wurden 13.000 Personen auf HIV getestet, 206 waren positiv. Das entspricht 1,5 Prozent.[12]
- Wasser: Der tägliche Wasserbedarf im Distrikt liegt bei 17,4 Millionen Kubikmeter, was 80 Litern pro Person entspricht. Mit täglich 8,9 Millionen Kubikmeter aus öffentlichen Quellen kann knapp über die Hälfte der Bevölkerung versorgt werden. Die zweite Hälfte hat private Wasserversorgungsstellen oder wird von Wasserverkäufern versorgt.[13]

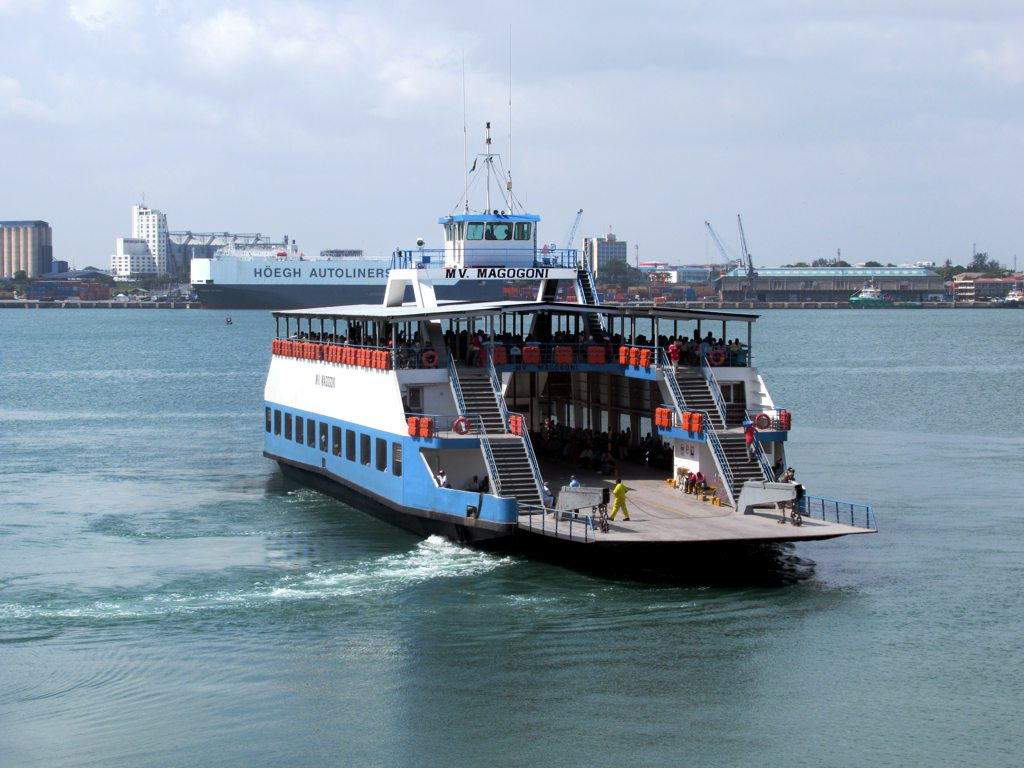
Fähre in Kigamboni.

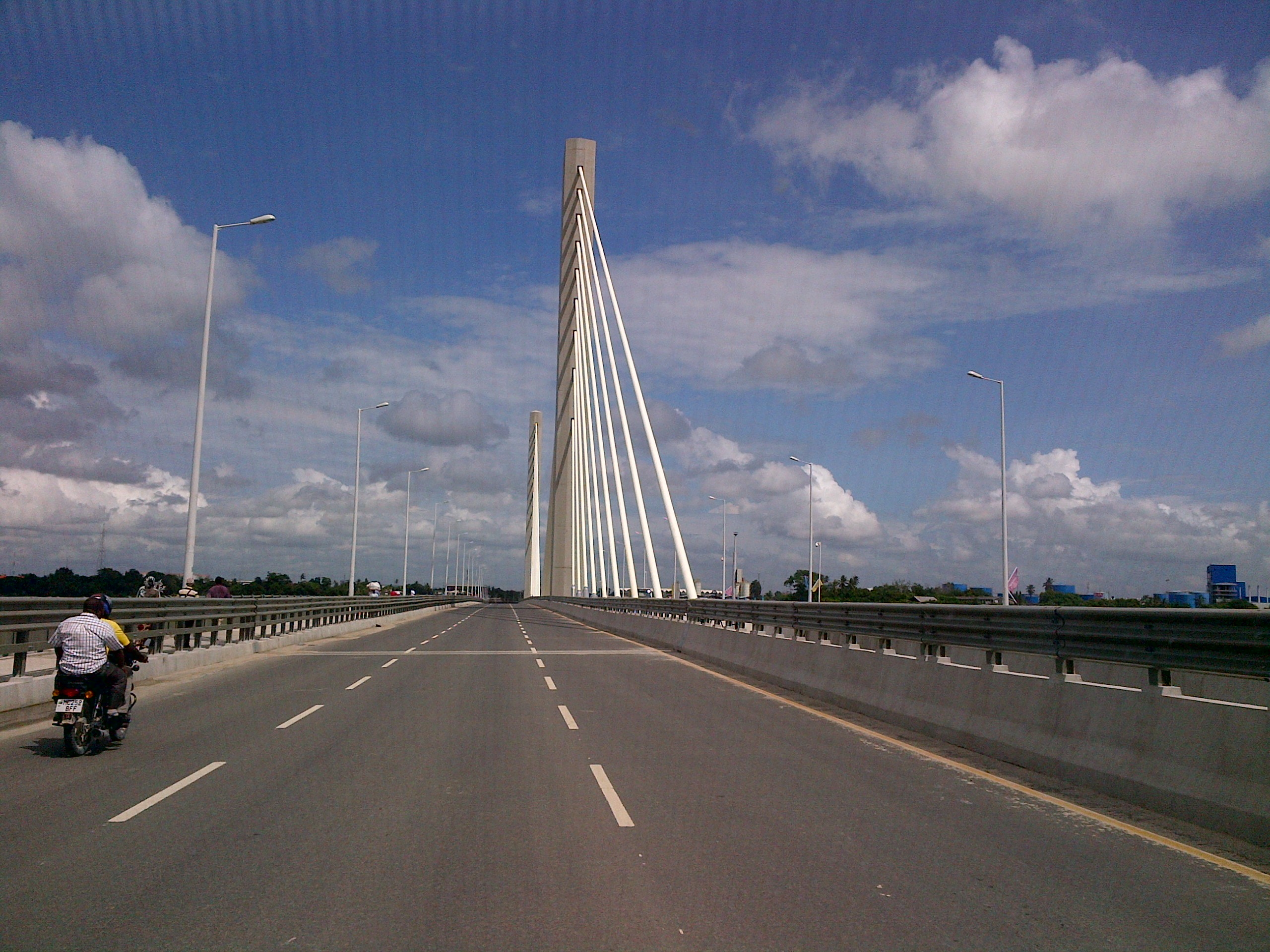
Die Julius-Nyerer-Brücke verbindet Kigamboni mit dem Zentrum von Daressalam.

## Wirtschaft und Infrastruktur
- Handel, Gewerbe und Industrie: Der Geschäfts- und Handelssektor ist der wichtigste Wirtschaftszweig im Distrikt. Es gibt fünf große und sieben mittelgroße Fabriken.[14]
- Landwirtschaft: Im Distrikt gibt es rund 12.000 Landwirte und 4000 Haushalte, die kleine Gärten betreiben. Angebaut werden für den Eigenbedarf Maniok, Süßkartoffeln, Reis, Mais und Gemüse, für den Verkauf auch Kokosnüsse, Cashewnüsse, Obst und ebenfalls Gemüse.[5]
- Fischerei: Zwei bis drei Prozent der Haushalte leben vom Fischfang im Meer.[15]
- Fähre: Kigamboni ist mit einer Stadtfähre, welche über die Bucht des Indischen Ozeans zum Kivukoni Terminal im Stadtteil Posta pendelt, gut mit dem Stadtzentrum von Daressalam verbunden.[16]
- Straßen: Die Julius-Nyerere-Brücke verbindet Kigamboni mit dem Distrikt Temeke.[16]

- Siehe auch: Öffentlicher Personennahverkehr in Daressalam

## Politik
Kigamboni ist ein städtischer Wahlkreis (Municipal council), in dem alle fünf Jahre ein Stadtrat gewählt wird. Der Rat besteht aus fünfzehn Stadträten, wovon zwei Mitglieder des Parlamentes sind.